# Агнарссон, Мартин
Мартин Агнарссон (фар. Martin Agnarsson; род. 7 декабря 2003, Торсхавн) — фарерский футболист, левый защитник клуба «Виборг».

## Клубная карьера
Мартин Агнарссон является воспитанником «Б-36», команды из его родного города Торсхавн. Он прошел через молодежные ряды клуба и подписал свой первый контракт с клубом в марте 2020 года в возрасте 16 лет сроком на два года. Четыре месяца спустя, в июле 2020 года, Мартин дебютировал за основной состав клуба клуба в матче против «АБ Аргир», выйдя на замену на 76-й минуте.
В конце августа 2022 года, после того как игрока заметили во время матча Лиги конференций УЕФА 2022/23 между «Б-36» и «Виборгом», датский клуб Суперлиги объявил об официальном подписании Агнарссона 1 сентября 2022 года на 3 года. Футболист дебютировал за «Виборг» 19 октября 2022 года в матче Кубка Дании против «Исхой», выйдя на замену на 105-й минуте. Несколько дней спустя, 24 октября 2022 года, фаререц дебютировал в датской Суперлиге в матче против «Ольбурга», заменив травмированного Оливера Буннгора на 91-й минуте. Но после неудачного столкновения с товарищем по команде на тренировке 23 мая 2023 года Агнарссон сломал ключицу, и ему не разрешили играть до конца мая 2023 года. 31 июля этого же года Мартин Агнарссон снова сломал ключицу, в результате чего была сделана операция, после которой перерыв составил 6-8 недель.

## Международная карьера
Мартин Агнарссон за свою карьеру играл за сборные Фарерских островов до 17 и до 19 лет, а также продолжает играть в сборных до 21 года и основной.
Мартин дебютировал за сборную до 17 лет 22 апреля 2019 года в товарищеском матче против Литвы.
Агнарссон дебютировал за сборную до 19 лет 6 июня 2021 года в товарищеском матче против Исландии, но на 80-й минуте был заменён.
Фаререц дебютировал за сборную до 21 года 24 марта 2022 года в матче группы H квалификации Молодёжного чемпионата Европы по футболу 2023 против Франции, выйдя на замену на 60-й минуте.
футболист дебютировал за основную сборную 19 ноября 2022 года в товарищеском матче против Косово, выйдя на замену на 70-й минуте.

## Личная жизнь
Брат Ханнес (род. 1999) также футболист, игрок сборной Фарерских островов.